# Liste des conseillers départementaux de l'Yonne
Pour un article plus général, voir Conseil départemental de l'Yonne.
|                                      |       |       |      |                      |
| Président du Conseil départemental   |       |       |      |                      |
| Grégory DORTE (DVD)                  |       |       |      |                      |
| Parti                                | Sigle | Sigle | Élus | Groupes              |
| Majorité (36 sièges)                 |       |       |      |                      |
| Divers droite                        |       | DVD   | 22   | Unis pour l'Yonne    |
| Les Républicains                     |       | LR    | 9    | Unis pour l'Yonne    |
| Horizons                             |       | HOR   | 2    | Unis pour l'Yonne    |
| Union des démocrates et indépendants |       | UDI   | 1    | Unis pour l'Yonne    |
| Mouvement démocrate                  |       | MoDem | 1    | Unis pour l'Yonne    |
| Renaissance                          |       | RE    | 1    | Unis pour l'Yonne    |
| Opposition (6 sièges)                |       |       |      |                      |
| Divers gauche                        |       | DVG   | 4    | Engagés pour l'Yonne |
| Parti socialiste                     |       | PS    | 1    | Engagés pour l'Yonne |
| Parti communiste français            |       | PCF   | 1    | Engagés pour l'Yonne |

En 2022, à la suite de la victoire d'Éric Ciotti à la primaire des Républicains, le président du Conseil départemental Patrick Gendraud (élu dans le canton de Chablis) quitte le parti et devient Divers droite.
Dans le cadre des élections législatives de 2022 dans l'Yonne, le député André Villiers (élu dans le canton de Joux-la-Ville), quitte l'UDI et rejoint le parti Horizons .

## Liste des conseillers départementaux de l'Yonne
| Canton                 | Conseiller               | Parti | Parti        |
| ---------------------- | ------------------------ | ----- | ------------ |
| Auxerre-1              | Michel Ducroux           |       | LR           |
| Auxerre-1              | Emmanuelle Miredin       |       | DVD          |
| Auxerre-2              | Magloire Siopathis       |       | DVD          |
| Auxerre-2              | Arminda Guiblain         |       | DVD          |
| Auxerre-3              | Christophe Bonnefond     |       | LR           |
| Auxerre-3              | Isabelle Joaquina        |       | LR           |
| Auxerre-4              | Delphine Billon          |       | DVD          |
| Auxerre-4              | Pascal Henriat           |       | MoDem        |
| Avallon                | Jordan Heitzmann         |       | DVD          |
| Avallon                | Sonia Patouret           |       | LR           |
| Brienon-sur-Armançon   | Jérôme Delavault         |       | DVD          |
| Brienon-sur-Armançon   | Catherine Maudet         |       | UDI          |
| Chablis                | Sylvie Charpignon        |       | DVD          |
| Chablis                | Patrick Gendraud         |       | DVD          |
| Charny Orée de Puisaye | Irène Eulriet            |       | DVD          |
| Charny Orée de Puisaye | Jean-Paul Raout          |       | DVD          |
| Cœur de Puisaye        | Gilles Abry              |       | DVD          |
| Cœur de Puisaye        | Isabelle Froment-Meurice |       | LR           |
| Gâtinais en Bourgogne  | Delphine Gremy           |       | DVD          |
| Gâtinais en Bourgogne  | Christian Deschamps      |       | DVD          |
| Joigny                 | Frédérique Colas         |       | PS           |
| Joigny                 | Philippe Burier          |       | PCF          |
| Joux-la-Ville          | Colette Lerman           |       | DVD          |
| Joux-la-Ville          | André Villiers           |       | UDI puis HOR |
| Migennes               | François Boucher         |       | LR           |
| Migennes               | Marie-Agnès Évrard       |       | Agir puis RE |
| Pont-sur-Yonne         | Grégory Dorte            |       | DVD          |
| Pont-sur-Yonne         | Dominique Sineau         |       | DVD          |
| Saint-Florentin        | Gérard André             |       | DVD          |
| Saint-Florentin        | Marie-Laure Capitain     |       | DVD          |
| Sens-1                 | Ghislaine Pieux          |       | DVD          |
| Sens-1                 | Gilles Pirman            |       | LR           |
| Sens-2                 | Clarisse Quentin         |       | SL puis LR   |
| Sens-2                 | Jean-Luc Givord          |       | LR           |
| Thorigny-sur-Oreuse    | Alexandre Bouchier       |       | LR puis HOR  |
| Thorigny-sur-Oreuse    | Catherine Bardeau        |       | DVD          |
| Tonnerrois             | Catherine Tronel         |       | DVG          |
| Tonnerrois             | Cédric Clech             |       | DVG          |
| Villeneuve-sur-Yonne   | Elisabeth Frasseto       |       | DVD          |
| Villeneuve-sur-Yonne   | Lionel Terrasson         |       | DVD          |
| Vincelles              | Najiba Hadjalli          |       | DVG          |
| Vincelles              | Yves Vecten              |       | DVG          |

## Anciens conseillers générauxpuisdépartementaux
- Philippe Auberger ;
- Georges Bidault de l'Isle ;
- Gérard Bourgoin ;
- Alfred de Chastellux ;
- César Laurent de Chastellux ;
- Michèle Crouzet
- Étienne Flandin ;
- Pierre-Étienne Flandin ;
- Germain-André Soufflot de Palotte ;
- Léo Grézard ;
- Paul Guillaumot ;
- Raymond Janot ;
- Émile Javal
- Jean Javal ;
- Jean-Baptiste Lemoyne ;
- Nicolas Maure ;
- Odette Pagani ;
- Marcel Petiot
- Ernest Petit ;
- Jacques Piot ;
- Philippe de Raincourt ;
- Henri de Raincourt ;
- Jean-Marie Rolland ;
- Yves Van Haëcke ;